# カート・ジョン・デュカス
カート・ジョン・デュカス（Curt John Ducasse, 1881年7月7日 - 1969年9月3日）は、フランス生まれのアメリカ合衆国の哲学者。ワシントン大学とブラウン大学で教鞭をとった。

## 経歴
デュカスはフランスのアングレームで生まれた。ワシントン大学で哲学の学士号と修士号を取得。1912年にはハーバード大学で博士号を取得した。
心の哲学と美学の分野で最もよく知られている。彼から影響を受けた哲学者に、ロデリック・チザムやウィルフリッド・セラーズがいる。デュカスはアメリカ哲学協会東部部会長（1939-40年）、科学哲学協会会長（1958-61年）を務めた。
デュカスはウィリアム・ジェームズと ジョサイア・ロイスの影響を受けていた。

## 超心理学
デュカスは超心理学についての著作を残している。1951年にアメリカ心霊研究協会に入会し、1966年から副会長を務めた。
彼の著書『死後の生はあるとする信念の批判的検討（A Critical Examination of the Belief in a After Death）』は、死後の生という考えを検討する哲学的な試みである。その中で彼は、死後にも生が続くという信念を表明している。同書は超心理学者たちから賞賛された。一方で、哲学者のコーリス・ラモントは、同書の内容の一部は希望的観測に基づいていると批判した。
デュカスは輪廻転生を信じていた。科学ライターのマーティン・ガードナーは、デュカスは「神はいないという信念と、人間の魂と死後の世界はあるという信念を結びつけている」点が注目に値するとしている。

## 著作
- Ducasse, Causation and the Types of Necessity, (1924)
- Ducasse, The Philosophy of Art, (1929)
- Ducasse, Philosophy as a Science,  (1941)
- Ducasse, Art, the Critics, and You,  (1944)
- Ducasse, Is a Life After Death Possible?, (1948)
- Ducasse, Nature, Mind, and Death, (1951)
- Ducasse, A Philosophical Scrutiny of Religion, (1953)
- Ducasse, A Critical Examination of the Belief in a Life after Death, (1961)
- Ducasse, Truth, Knowledge, and Causation, (1968)